# Distretto di Brokopondo
Brokopondo è uno dei 10 distretti del Suriname con 14 662 abitanti al censimento 2012.	
Confina a nord con il distretto di Para e a sud con quello di Sipaliwini. Nel distretto di Brokopondo si trova il bacino artificiale del lago di Blommestein, (costruito tra il 1961 e il 1964) che fornisce circa il 50% dell'energia elettrica del paese.
Nel distretto si trovano numerose riserve naturali che ospitano aree di foresta pluviale.

## Geografia antropica

### Suddivisioni amministrative
Il distretto di Brokopondo è diviso in 6 comuni (ressorten):
| Comuni di Brokopondo | - Brownsweg - Centrum - Klaaskreek - Kwakoegron - Marshallkreek - Sarakreek |